# Gare de Pontcharra - Saint-Forgeux
Gare de Pontcharra - Saint-Forgeux vasútállomás Franciaországban, Pontcharra-sur-Turdine településen.

## Vasútvonalak
Az állomást az alábbi vasútvonalak érintik:
- Coteau–Saint-Germain-au-Mont-d'Or-vasútvonal

## Kapcsolódó állomások
A vasútállomáshoz az alábbi állomások vannak a legközelebb:
- Gare de Tarare (Gare de Roanne)
- Gare de Saint-Romain-de-Popey (Lyon-Perrache pályaudvar)